# Mohamed Hussein Fadlalah
Mohamed Hussein Fadlalah (An-Najaf, 16 de novembro de 1935 - Beirute, 4 de julho de 2010) foi um grande aiatolá xiita e guia espiritual do movimento Hezbollah.

## Vida
Foi um proeminente clérigo de uma família libanesa. Nascido no Iraque, Fadlallah estudou o Islã em Najaf antes de se mudar para o Líbano em 1952. Nas décadas seguintes, ele deu muitas palestras, envolveu-se em intenso estudo, escreveu dezenas de livros, fundou várias escolas religiosas islâmicas e estabeleceu a Associação Mabarrat. Por meio da referida associação, ele criou uma biblioteca pública, um centro cultural feminino e uma clínica médica.
Fadlalah era considerado terrorista pelos Estados Unidos da América. Ele pediu um boicote aos produtos americanos. Apesar de suas críticas à política externa dos EUA no Oriente Médio, ele condenou os ataques de 11 de setembro nos Estados Unidos como atos de terrorismo.
Era conhecido por suas opiniões relativamente liberais sobre as mulheres, que ele vê como iguais aos homens, costumava fazer decretos em prol das mulheres, como um que proibia a remoção a força do clítoris das mulheres e outro autorizando elas a fazerem suas orações com esmalte nas unhas.
Como um dos supostos líderes do Hezbollah, um status que ele e o grupo negaram,foi o alvo de várias tentativas de assassinato, incluindo o supostamente patrocinado e financiado pela CIA em 8 de março de 1985: Atentado com carro-bomba em Beirute que matou 80 pessoas. De acordo com Bob Woodward, o diretor da CIA William Casey estava envolvido no ataque, que ele sugere ter sido realizado com financiamento da Arábia Saudita. "Em seu livro, Woodward retrata Casey como um diretor astuto e agressivo que fez da CIA seu instrumento pessoal de política externa...".
Fadlallah às vezes era chamado de "mentor espiritual" do Hezbollah na mídia, embora isso tenha sido contestado por outras fontes. Ele também foi alvo de várias tentativas de assassinato, incluindo o carro-bomba em 1985 em Beirute.
Considerado guia espiritual do Hizbollah desde o começo deste movimento, morreu decorrente de uma hemorragia interna, num hospital de Beirute.
Sua morte foi seguida por um grande comparecimento no Líbano, visitas de virtualmente todas as principais figuras políticas em todo o espectro libanês e declarações de condolências de toda a região do Grande Oriente Médio; mas também gerou polêmica no Ocidente e uma denúncia em Israel.

## Referência
1. 1 2  «Morre o aiatolá Fadlalah, guia espiritual do movimento Hezbollah». g1.globo.com
2. ↑  «"Morre o líder muçulmano xiita do Líbano"». reuters.com
3. ↑  «"Bayynat. Fatwa para boicotar bens e produtos israelenses e americanos" .». English.bayynat.org.lb
4. ↑  «news.bbc.co.uk»
5. ↑  «theguardian.com»
6. ↑  «Cambanis, Thanassis (4 de julho de 2010). "Grande Ayatollah Fadlallah, clérigo xiita, morre aos 75 anos"». The New York Times
7. ↑  «Morre o aiatolá Mohammed Hussein Fadlallah». veja.abril.com.br
8. ↑  «haaretz.com»